# Eduard d'Edimburg
Eduard, Comte de WessexKG GCVO (Londres 1964). Príncep del Regne Unit amb el tractament d'altesa reial, té el títol de duc 
d'Edimburg i de comte de Wessex i és un membre actiu de la Família Reial britànica.

## Orígens familiars
Edward Antony Richard Louis Mountbatten-Windsor nasqué a Londres el dia 10 de març de l'any 1964 essent fill del príncep Felip de Grècia i de la reina Elisabet II del Regne Unit. Per via paterna, Eduard és net del príncep Andreu de Grècia i de la princesa Alícia de Battenberg, i per via materna, del rei Jordi VI del Regne Unit i de lady Elisabet Bowes-Lyon.
Batejat a la Capella privada del Castell de Windsor el dia 2 de maig de l'any 1964, els seus padrins foren el príncep Ricard del Regne Unit, el príncep Lluís de Hessen-Darmstadt, Antoni Armstrong-Jones, la duquessa de Kent i la princesa Sofia de Grècia.

## Formació acadèmica
El príncep Eduard fou educat per una institutriu al Palau de Buckingham fins a l'edat de set anys. Posteriorment, prosseguí amb els seus estudis a la Gibbs School, al barri londinenc de Kensington. L'any 1972 fou traslladat a la Heatherdown Preparatory School al comtat de Berkshire. Posteriorment, seguint els passos del seu pare i germans, ingressà a la Gordonstoun School a Escòcia.
Com el seu germà, el príncep Andreu del Regne Unit, es prengué un any sabàtic, en el transcurs del qual es va dedicar a viatjar passant una llarga temporada a Nova Zelanda. Una vegada a Anglaterra ingressà al Jesus College de la Universitat de Cambridge per cursar la llicenciatura d'Història. L'any 1986 obtingué el diploma de Bachelor of Arts.
La seva formació el col·loca en la posició de ser un dels cinc membres de la Família Reial que han obtingut una carrera universitària en tota la història de la monarquia britànica. Aquests són:
- SAR el príncep Guillem del Regne Unit.
- SAR el príncep Ricard del Regne Unit.
- SAR el príncep Carles del Regne Unit.
- SAR el príncep Guillem del Regne Unit.

Després d'obtenir la llicenciatura universitària, el príncep Eduard ingressà a la Marina. Pocs mesos després abandonà la seva formació militar sense haver-se graduat perquè no se sentia còmode en l'ambient militar. Aquest fet fou molt criticat per la societat anglesa acusant el príncep de dèbil.

## Activitats empresarials
Un cop abandonat l'exèrcit, el príncep Eduard es bolcà en el teatre, una activitat que durant els anys universitat havia practicat. Al final dels anys 1980 el príncep treballà en la producció de dues obres de teatre. Posteriorment tingué la possibilitat de treballar en la producció dels famosos musicals: Cats o El Fantasma de l'Òpera.
L'any 1993 el Príncep Eduard inicià la seva activitat en el món de la televisió format la Productora de Televisió Ardent en la qual apareixia com a productor sota el nom d'Eduard Windsor. La productora aviat s'especialitzà en reportatges sobre diferents famílies reials europees. El príncep acumulà un important deute en aquesta productora i se l'acusà de favoritismes per les seves vinculacions familiars amb els entrevistats.
L'any 2002, el ja comte de Wessex anuncià que abandonava la seva activitat televisiva per centrar-se en la seva funció com a representant de la Corona.

## Matrimoni i descendència
El dia 9 de gener de l'any 1999 la Casa reial britànica anuncià el compromís matrimonial del príncep amb la relacions públiques Sophie Rhys-Jones. El casament tingué lloc al Castell de Windsor el dia 19 de juny del mateix any. Aquesta celebració trencà amb la llarga tradició de celebrar aquests esdeveniments a la ciutat de Londres. El matrimoni serví per silenciar però no per acabar amb els rumors sobre l'orientació sexual del comte de Wessex.
El mateix dia 19 de juny de 1999, la Reina concedí el títol de comte de Wessex i de vescomte de Severn al príncep Eduard, concessió que també trencà amb la tradició d'atorgar el títol de duc al fill d'un sobirà.
Els comtes de Wessex tenen dos fills:
- Lady Lluïsa Windsor, nascuda a Surrey el 2003.
- Jaume Windsor, vescomte Severn, nascut a Surrey el 2007.

Malgrat que els comtes de Wessex han expressat el desig que la seva filla no ostentí el títol de princesa del Regne Unit ni el tractament d'altesa reial, com que encara no s'han arreglat els papers al respecte, lady Lluïsa és formalment princesa.

## Deures reials
Els comtes de Wessex porten a terme una important activitat de representació de la Reina per tot el territori britànic i l'exterior. En compensació, la reina els ha atorgat una llista civil de 141.000 lliures esterlines anuals.
El príncep Eduard va assumir un seguit de tasques que històricament havien estat desenvolupades pel seu pare però que per problemes d'edat ja no podia portar a terme. Des de l'any 2006 és president de la Commonwealth Games Federation'.
Els comtes de Wessex també solen ser la representació oficial de la monarquia anglesa en esdeveniments vinculats amb les diferents família reials europees. Així foren els representants de la reina ens les núpcies del príncep hereu Frederic de Dinamarca i del príncep hereu Guillem dels Països Baixos o a la coronació del príncep Albert II de Mònaco.
Els dies previs a les noces del príncep Eduard aparegueren un seguit de rumors en els mitjans de comunicació sobre la possibilitat que el príncep heretés, a la mort del seu pare, el títol de duc d'Edimburg. Ara bé, avui dia no existeix cap comunicat oficial que així ho constatí. Seguint els passos habituals, el títol seria assumit pel fill primogènit del duc d'Edimburg, el príncep de Gal·les que podria cedir-lo a qualsevol membre de la família reial o revertir-lo a la Corona.
L'any 1994, els líders del Partit Reialista d'Estònia, que posseïen un 10% dels escons al Parlament estonià, oferiren al príncep Eduard la possibilitat de convertir-se en rei d'Estònia. Aquest oferiment es feia en nom del bon nom i prestigi de la Família Reial i la llarga vinculació d'aquesta amb la democràcia. Fins al moment no es coneix que existís una resposta del príncep a tal oferiment.